# Emanjelinsk
Emanjelinsk (în rusă Еманжелинск) este un oraș din regiunea Celeabinsk, Rusia. Este capitala raionului Emanjelinsk